# Amorium (stolica tytularna)
Amorium (łac. Archidiœcesis Amorianus) – stolica historycznej archidiecezji w Cesarstwie Rzymskim (prowincja Frigia Salutare), współcześnie w Turcji. Od XVIII wieku katolickie biskupstwo tytularne, w 1929 podniesione do rangi arcybiskupstwa. Od 1970 nie posiada biskupa tytularnego.

## Biskupi i arcybiskupi tytularni
| Lp. | Biskup                           | Od                | Do                  |
| --- | -------------------------------- | ----------------- | ------------------- |
| 1   | Francis Petre                    | 27 lipca 1750     | 24 grudnia 1775     |
| 2   | Crescenzio Maria Grippi          | 19 grudnia 1785   | 6 grudnia 1798      |
| 3   | Luigi Ugolini                    | 23 sierpnia 1819  | 24 maja 1824        |
|     | Joachim Józef Grabowski          | 23 czerwca 1828   | 28 stycznia 1829    |
| 4   | Carlo Rajner                     | 27 kwietnia 1840  | 1860                |
| 5   | Johannes Baptist Swinkels CSsR   | 12 września 1865  | 11 września 1875    |
| 6   | Salvatore Maria Nisio            | 26 czerwca 1876   | 7 października 1888 |
| 7   | Maximino Velasco OP              | 20 sierpnia 1889  | 9 lipca 1925        |
| 8   | Emanuel Medina Olmos             | 14 grudnia 1925   | 2 października 1928 |
| 9   | Michael Joseph O’Brien           | 17 maja 1929      | 23 lutego 1938      |
| 10  | Hugh McSherry                    | 15 grudnia 1938   | 19 kwietnia 1940    |
| 11  | Joseph Charbonneau               | 18 maja 1940      | 31 sierpnia 1940    |
| 12  | Jean-Baptiste-Alexis Chambon MEP | 12 listopada 1940 | 8 września 1948     |
| 13  | Michał Godlewski                 | 14 stycznia 1949  | 20 maja 1956        |
| 14  | Ambrogio Squintani               | 17 grudnia 1956   | 8 sierpnia 1960     |
| 15  | Pietro Capizzi                   | 11 listopada 1960 | 7 lipca 1961        |
| 16  | Giovanni Marinoni OFMCap.        | 12 sierpnia 1961  | 5 sierpnia 1970     |